# چیزهایی که در آتش از دست دادیم
چیزهایی که در آتش از دست دادیم (انگلیسی: Things We Lost in the Fire) فیلمی در ژانر درام به کارگردانی سوزان بیر است که در سال ۲۰۰۷ منتشر شد.

## بازیگران
- هلی بری
- بنیسیو دل تورو
- دیوید دوکاونی
- الیسون لومن
- جان کارول لینچ
- عمر بنسون میلر
- لیام جیمز